# NGC 1406
NGC 1406 is een balkspiraalstelsel in het sterrenbeeld Oven. Het hemelobject werd op 18 november 1835 ontdekt door de Britse astronoom John Herschel.

## Synoniemen
- PGC 13458
- ESO 418-15
- MCG -5-9-20
- UGCA 83
- AM 0337-312
- IRAS 03373-3129